# Згардешты
Згардешты (рум. Zgărdeşti, Згэрдешть) — село в Теленештском районе Молдавии. Является административным центром коммуны Згардешты, включающей также сёла Бондаревка и Чофу.

## География
Село расположено на высоте 66 метров над уровнем моря.

## Население
По данным переписи населения 2004 года, в селе Згэрдешть проживает 942 человека (474 мужчины, 468 женщин).
Этнический состав села:
| Национальность | Число жителей | Процентный состав |
| -------------- | ------------- | ----------------- |
| молдаване      | 918           | 97.45             |
| румыны         | 18            | 1.91              |
| русские        | 3             | 0.32              |
| украинцы       | 2             | 0.21              |
| болгары        | 1             | 0.11              |
| Всего          | 942           | 100%              |